# Rich Gannon
Richard Joseph „Rich“ Gannon (* 20. Dezember 1965 in Philadelphia, Pennsylvania) ist ein ehemaliger US-amerikanischer American-Football-Spieler auf der Position des Quarterbacks. Er spielte für die Minnesota Vikings, Washington Redskins, Kansas City Chiefs und Oakland Raiders in der National Football League (NFL). Er gewann 2002 den NFL Most Valuable Player Award und arbeitet heute als Kommentator bei CBS.

## Karriere
Gannon verbrachte seine Collegezeit an der University of Delaware, wo er für das lokale Footballteam spielte, den Fightin' Blue Hens. Bei den Blue Hens brach er 21 Vereinsrekorde und führte Delaware ins Viertelfinale der NCAA-Meisterschaften. Beim NFL Draft 1987 wurde Gannon von den New England Patriots an 98. Stelle gedraftet, wurde aber direkt zu den Minnesota Vikings transferiert. Bei den Vikings wurde er zunächst nur spärlich als dritter Quarterback hinter Wade Wilson und Tommy Kramer eingesetzt. 1990 etablierte sich Gannon als Starting-Quarterback und warf bis zu seinem Wechsel 40 Touchdowns und 35 Interceptions für Minnesota. 1993 schloss sich Gannon den Washington Redskins an, verletzte sich aber früh in der Saison am Wurfarm und wurde von Mark Rypien verdrängt, wodurch der nach einem Jahr zu den Kansas City Chiefs wechselte. Zunächst blieb Gannon wieder nur die Reservebank, da er sich nicht gegen Steve Bono und später gegen Elvis Grbac durchsetzen konnte. Doch 1999 schenkte ihm Coach Marty Schottenheimer das Vertrauen und bei den eher mäßigen Chiefs warf Gannon zehn Touchdowns und erzielte 3260 Yards Raumgewinn.
2000 wechselte der bereits 35-jährige Gannon zu den Oakland Raiders. Dort erlebte Gannon die beste Phase seiner Karriere: auf Anhieb warf er 24 Touchdowns und 3840 Yards Raumgewinn, womit er zum zweiten Mal in den Pro Bowl gewählt wurde. Unter Coach Jon Gruden wurde er zu einem der besten Quarterbacks der NFL, in der er beständig 25 und mehr Touchdowns warf und noch weitere drei Mal für den Pro Bowl nominiert wurde. 2002 hatte er die beste Saison seiner Karriere, in der er 26 Touchdowns warf, 4689 Yards Raumgewinn erzielte und den NFL Most Valuable Player Award gewann. Er führte die Raiders in den Super Bowl XXXVII, wo er aber, bei der 28:41-Niederlage gegen die Tampa Bay Buccaneers, fünf Interceptions warf und damit einen Negativrekord für Super Bowls aufstellte.
2003 und 2004 war Gannon von Verletzungen geplagt, erreichte nie mehr seine Form und beendete danach seine Karriere. Von 2005 bis 2020 arbeitete er für den TV-Sender CBS.

## Privatleben
Gannon ist mit seiner Ehefrau Shelly verheiratet und gemeinsam haben sie zwei Töchter. Eine davon leidet an Zöliakie, weswegen sich Gannon gegen diese Krankheit engagiert und das Bewusstsein für Gluten-freie Ernährung erhöhen will.
Während Gannons Zeit bei den Kansas City Chiefs wurde sein Kollege Elvis Grbac 1998 von People-Magazin zum „Sexiest Male Athlete“ ausgerufen, obwohl die Redaktion eigentlich Gannon gemeint hatte. Beim Fototermin wurde dem Fotografen nicht Gannons Name genannt, sondern nur dass er den „Starting-Quarterback der Chiefs“ fotografieren sollte. Weil Gannon zu jenem Zeitpunkt verletzt war und Starting-Quarterback Grbac war, wurde versehentlich Grbac fotografiert. Erst 2009 wurde diese Posse von Sports Illustrated enttarnt.